# مارغريت فولتون
مارغريت فولتون (بالإنجليزية: Margaret Fulton)‏ هي صحفية أسترالية، ولدت في 10 أكتوبر 1924 في نارين ‏ في المملكة المتحدة.

## روابط خارجية
- مارغريت فولتون على موقع IMDb (الإنجليزية)